# Tetrastigma pycnanthum
Tetrastigma pycnanthum là một loài thực vật hai lá mầm trong họ Nho. Loài này được (Collett & Hemsl.) Singh & Shetty miêu tả khoa học đầu tiên năm 1986.